# Silbergasse (Bozen)

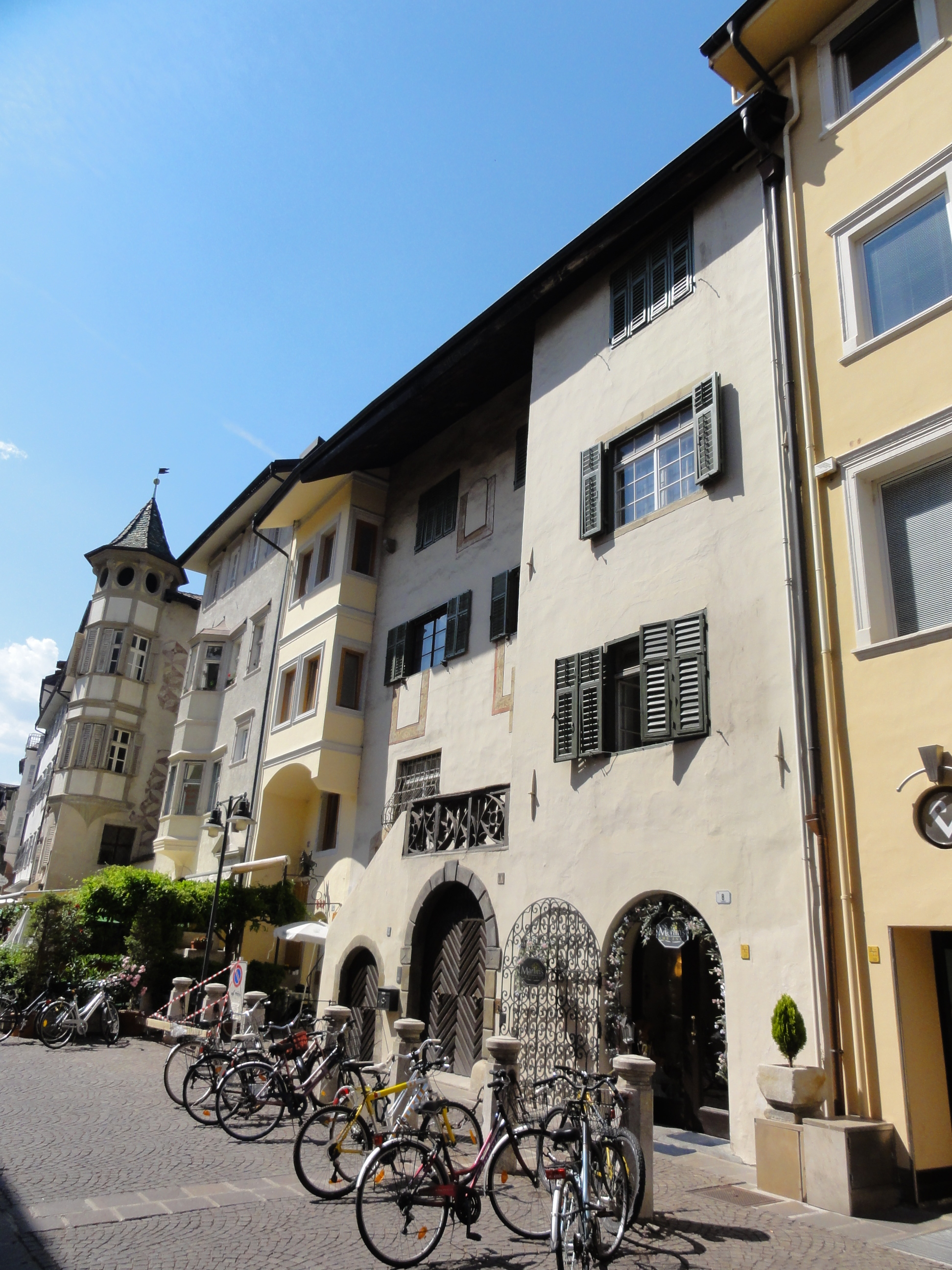
Der zentrale Abschnitt der Silbergasse in Bozen (gegen Westen)

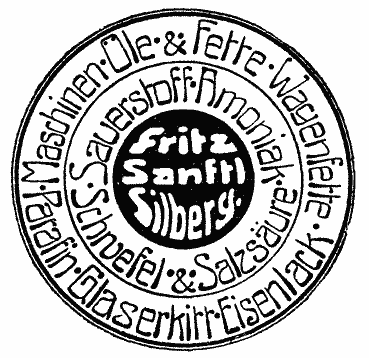
Geschäftsanzeige von 1923 mit Adresse Silbergasse

Die Silbergasse (italienisch Via Argentieri) ist eine der ältesten Straßen der Stadt Bozen.
Der leicht geschwungene Straßenzug bildet mit seiner repräsentativen Häuserfront die Hinterseite der Laubengasse. Er mündet am Westende auf den südlichen Abschnitt des Obstplatzes ein, am östlichen Ende geht er im Kornplatz auf.
Die Silbergasse ist auf dem im 13. Jahrhundert zugeschütteten südlichen Stadtgraben entstanden und hieß ursprünglich nur am vndern graben ze Pötczen (1433), auf dem alten Graben (1490) oder Hindergasse von der alt statgraben genannt (1540). Doch wurde schon im späten 14. Jahrhundert ein Gebäude als Silberhaus bezeichnet (Silbergasse 32), wovon sich vermutlich der erstmals im städtischen Urbar von 1765 bezeugte Name sogenannte Silbergasse herleitet.
Die Gebäude der nördlichen Straßenseite, die zugleich die Rückseite der südlichen Laubenzeile bilden, gehörten zu den früheren, seit dem späten 15. Jahrhundert dokumentierten 5. und 6. Vierteln, die Gebäude der südlichen Straßenseite, die zugleich die Hinterseite der Mustergasse bilden, zum 7. Viertel. Mit dem Steglein ist auch einer der ehemaligen Durchgänge von den Lauben zur Silbergasse zwischen 5. u. 6. Viertel bereits im Jahr 1335 urkundlich genannt.

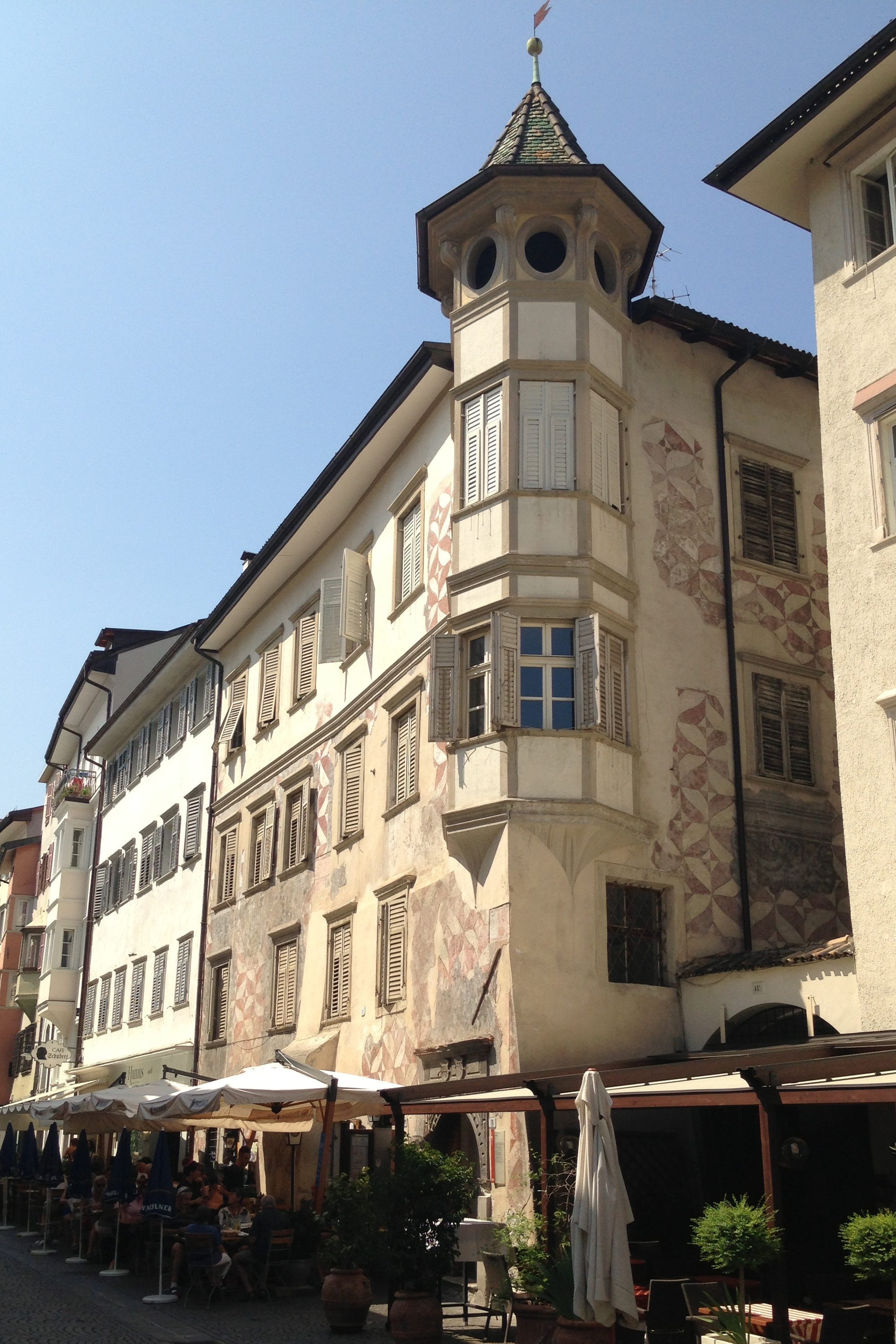
Die Troyburg in der Silbergasse 16

In der nördlichen Zeile der Silbergasse befinden sich mit der spätrenaissancezeitlichen Troyburg, die im 16./17. Jahrhundert dem Adelsgeschlecht Troilo gehörte, und dem Merkantilmagistrat aus dem 17. Jahrhundert zwei historisch besonders bedeutsame Gebäude.
Im Haus an der Ecke der Silbergasse zur Pfarrgasse wurde 1777 der seliggesprochene Fürstbischof Johann Nepomuk von Tschiderer geboren.
Im Durchhaus Silbergasse 10–12 / Lauben 45 ist seit 2019 das Museum Eccel Kreuzer eingerichtet, mit dem eine bürgerliche Kunstsammlung des 19. und 20. Jahrhunderts dank einer privaten Stiftung öffentlich zugänglich gemacht wurde.
Die Silbergasse gehört zu Bozens Fußgängerzone, kann aber von Fahrrädern in beiden Richtungen und von Taxis und (zu gewissen Zeiten) Zulieferern und Anrainern in westlicher Richtung befahren werden.